# Oreste Palella
Oreste Palella (19 de agosto de 1912 – 18 de noviembre de 1969) fue un actor, director y guionista cinematográfico de nacionalidad italiana.

## Biografía
Nacido en Mesina, Italia, Palella debutó en el cine en la segunda mitad de los años 1940 como director y guionista de dramas y películas de aventuras en las que pidió dirigir a actores de la talla de Silvana Pampanini y Massimo Girotti, entre otros. 
Hacia la primera mitad de los años 1960, Oreste Palella dejó la dirección para dedicarse a la actuación, especializándose en la interpretación de personajes autoritarios y rudos. Entre los más destacados se encuentra la figura del policía del sur que debe luchar contra la mentalidad retrógrada y confabulatoria de la población. 
Sin embargo, la carrera interpretativa de Palella no destacó como la de otros actores, a pesar del considerable trabajo que llevó a cabo, y pese a su participación en algunas películas de éxito, como fue el caso de Sedotta e abbandonata. 
Oreste Palella se retiró del cine en 1969. Falleció en Roma, Italia, ese mismo año.

## Filmografía

### Actor
- Sedotta e abbandonata, de Pietro Germi (1964).
- Sedotti e bidonati, de Giorgio Bianchi (1964).
- Le belle famiglie, de Ugo Gregoretti (1964).
- La guerra segreta, de Christian-Jaque, Werner Klingler, Carlo Lizzani y Terence Young (1965).
- Un gangster venuto da Brooklyn, de Emimmo Salvi (1966).
- Due mafiosi contro Al Capone, de Giorgio Simonelli (1966).
- Operazione Goldman, de Antonio Margheriti (1966).
- I due vigili, de Giuseppe Orlandini (1967).
- Assicurasi vergine, de Giorgio Bianchi (1967).
- Serafino, de Pietro Germi (1968).
- I due deputati, de Giovanni Grimaldi (1969).

### Director
- Ritrovarsi (1947)
- Caterina da Siena (1947)
- Il richiamo nella tempesta (1950)
- Cristo è passato sull'aia (1953)
- Non vogliamo morire (1954)
- Io, Caterina (1957)
- Jessica (1962)
- Mafia alla sbarra (1963)

### Guionista
- Caterina da Siena (1947)
- Il richiamo nella tempesta (1950)
- Rapina al quartiere Ovest (1960)
- Il gigante di Metropolis (1961)
- I tartari (1961)